# Đồng Nhân (phường)
Đồng Nhân là một phường thuộc quận Hai Bà Trưng, thành phố Hà Nội, Việt Nam.
Phường Đồng Nhân có diện tích 0,15 km², dân số năm 2022 là 8.196 người, mật độ dân số đạt 54.640 người/km².
Trên địa bàn phường có đền Đồng Nhân thờ Hai Bà Trưng, là di tích văn hóa cấp quốc gia.